# 名侦探柯南：星影的魔术师
《名侦探柯南：星影的魔术师》，是《名侦探柯南》特制的科普动画，在日本多地科技馆中均有放映。柯南将挑战最新宇宙科学的谜，在满天星空下展开与怪盗基德的大对决。

## 基本介绍
《星影的魔术师》是《名侦探柯南》特制的科普动画（注意不是OVA 13），最初预定于日本爱知县豊田市的丰田科学体验馆独家放映，之后在日本多地科技馆中均有放映。
在各种舞台都曾大展身手的名侦探，以JAXA为背景舞台里挑战最新宇宙科学的谜，在满天星空下展开与那位月下的魔术师·怪盗基德的大对决。

## 剧情简介
JAXA（The Japan Aerospace Exploration Agency，即“日本宇宙航空研究开发机构”）預定要開展一個大型展覽，展示對過去的太空探索的結果。
展览的核心，是由全宝石制成的太阳系仪器——“光辉的星球”。此宝物由铃木次郎吉提供，基德发出预告函要得到它，放心不下的JAXA委托毛利小五郎参与防范工作。小五郎带领柯南等少年侦探团成员前往JAXA。
宇航员向田千夏和研究员酒本博士向大家介绍最新的宇宙探索成果。就在这时突然停电了，接着警报响起！基德真的已经将“光辉的星球”盗走了吗？……

## 登場人物
- 江戶川柯南（聲優：高山南）
- 毛利蘭（聲優：山崎和佳奈）
- 毛利小五郎（聲優：小山力也）
- 怪盜基德(聲優：山口勝平）
- 灰原哀(聲優：林原惠美）
- 圓谷光彥(聲優：大谷育江）
- 小嶋元太(聲優：高木涉）
- 吉田步美(聲優：岩居由希子）
- 阿笠博士(聲優：緒方賢一）
- 鈴木園子(聲優：松井菜櫻子）
- 鈴木次郎吉(聲優：永井一郎）
- 中森銀三(聲優：石塚運昇）

## 工作人員
- 原作：青山刚昌
- 监督：於地纮仁
- 演出：鎌仲史陽
- 角色设定：须藤昌朋
- 动画制作：TMS/V1 Studio
- 配给：D&D ピクチャーズ